# HD 5098
HD 5098，又名CD-24 376，SAO 166647、HR 247，是一颗恒星，视星等为5.46，位于銀經128.1，銀緯-86.87，其B1900.0坐标为赤經0h 47m 46s，赤緯-24° -86.87′ 1″。